# Los Espookys
Los Espookys – amerykański serial telewizyjny (komedia horror) wyprodukowany przez Broadway Video, Más Mejor, Antigravico oraz Fabula, który jest emitowany od 14 czerwca 2019 roku przez HBO.
Natomiast w Polsce od 23 sierpnia 2019 roku przez HBO Polska.

## Fabuła
Serial opowiada o grupie przyjaciół: Ursuli, Renaldo i Andresie, którzy organizują paranormalne wydarzenia na życzenie klienta.

## Obsada

### Główna
- Bernardo Velasco jako Renaldo[3]
- Julio Torres jako Andrés[3]
- Cassandra Ciangherotti jako Úrsula[3]
- Ana Fabrega jako Tati[3]
- Fred Armisen jako Tico[3]

## Odcinki
| # | Tytuł                 | Reżyseria      | Scenariusz                              | Premiera w HBO  | Premiera w HBO Polska |
| - | --------------------- | -------------- | --------------------------------------- | --------------- | --------------------- |
| 1 | The Exorcism          | Fernando Frias | Fred Armisen, Ana Fabrega, Julio Torres | 14 czerwca 2019 | 23 sierpnia 2019      |
| 2 | The Inheritance Scare | Fernando Frias | Julio Torres, Ana Fabrega               | 21 czerwca 2019 | 30 sierpnia 2019      |
| 3 | The Sea Monster       | Fernando Frias | Julio Torres, Ana Fabrega               | 28 czerwca 2019 | 6 września 2019       |
| 4 | The Cursed Mirror     | Fernando Frias | Julio Torres, Ana Fabrega               | 5 lipca 2019    | 13 września 2019      |
| 5 | The Alien Lab         | Fernando Frias | Julio Torres, Ana Fabrega               | 12 lipca 2019   | 20 września 2019      |
| 6 | The Fake Dream        | Fernando Frias | Ana Fabrega, Julio Torres               | 19 lipca 2019   | 27 września 2019      |

## Produkcja
2 lipca 2018 roku stacja kablowa HBO zamówiła sześcioodcinkowy serial, w którym główną rolę zagrają: Bernardo Velasco, Cassandra Ciangherotti, Ana Fabrega, Julio Torres oraz Fred Armisen.
25 lipca 2019 roku stacja HBO przedłuża serial o drugi sezon.

## Nominacje do nagród

### GLAAD Media
2020
- GLAAD Media – Najlepsza hiszpańskojęzyczna telenowela[11]